# اهرنتال
اهرنتال (به ایتالیایی: Ahrntal) یک سکونتگاه مسکونی در ایتالیا است که در التو آدیجه واقع شده‌است.

## خصوصیات
اهرنتال ۱۸۷٫۰ کیلومترمربع مساحت و ۵٬۸۸۱ نفر جمعیت دارد و ۱٬۰۵۴ متر بالاتر از سطح دریا واقع شده‌است.